# Miguel Sousa Tavares

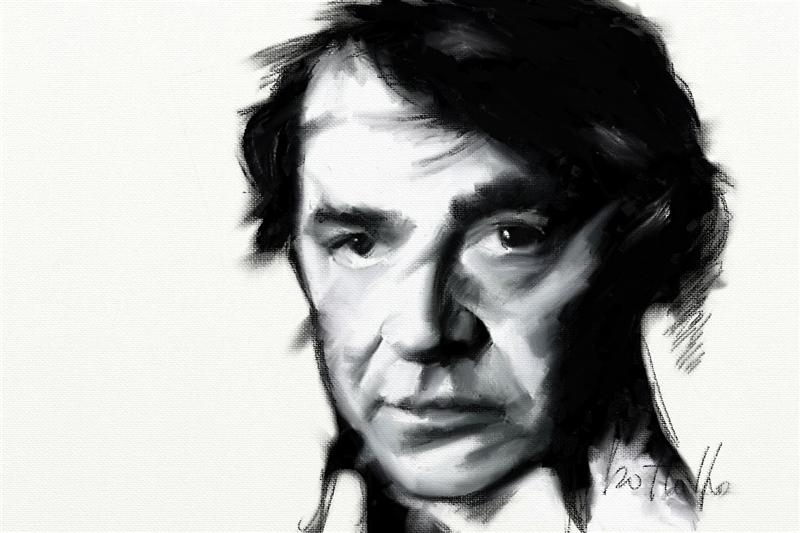
Miguel Sousa Tavares

Miguel Andresen de Sousa Tavares (Porto, 25 juni 1952) is een Portugese schrijver. 
Sousa Tavares debuteerde in 2003 met de roman 'Equador'. Voor die tijd werkte Sousa Tavares als journalist, wat nog is terug te lezen in zijn heldere en directe schrijfstijl. Sousa Tavares schrijft ook columns voor de dagbladen Expresso en A Bola. 
'Equador' is een historische roman is gesitueerd op Sao Tomé en Principe, een kleine Portugese kolonie voor de kust van Afrika. São Tomé heeft eeuwenlang gediend als enorme koffiefabriek en geïmporteerde slaven uit Angola knapten het zware werk op. Hoofdpersoon van de roman is de 37-jarige diplomaat Luis Bernardo Valença. Bernardo is een gedistingeerde heer, een vertegenwoordiger van de beau monde van Lissabon. In 1907 stelt de Portugese koning Carlos I hem aan als gouverneur van São Tome en Principe. Het is 1908, en hoewel de slavernij formeel is afgeschaft zijn de arbeidsomstandigheden van de zwarte arbeiders nog altijd erbarmelijk. De liberale Bernardo wil dat direct veranderen, maar hij stuit op verzet van de conservatieve plantagehouders, die vaak al decennia op het eiland wonen. 
Sousa Tavares' debuutroman was een succes en het boek werd al snel vertaald in een aantal talen. In 2005 verscheen 'Evenaar', de Nederlandse vertaling. Inmiddels zijn er wereldwijd ongeveer 220,000 exemplaren van het boek verkocht. 

## Trivia
Miguel Sousa Tavares is de zoon van de dichteres Sophia de Mello Breyner Andresen en de politicus Francisco Sousa Tavares.
Sousa Tavares is een hartstochtelijk supporter van de voetbalclub FC Porto.
- Bibsys: 1470399606243
- Bibliothèque nationale de France: cb14643567z (data)
- Gemeinsame Normdatei: 130291617
- International Standard Name Identifier: 0000 0001 2017 4399
- Library of Congress Control Number: n95051877
- Nationale Bibliotheek van Tsjechië: mzk2006348510
- Nationale en Universitaire bibliotheek Zagreb: 000534612
- Nederlandse Thesaurus van Auteursnamen: 264461681
- Réseau des bibliothèques de Suisse occidentale: 02-A008769540
- Istituto Centrale per il Catalogo Unico: RAVV443883
- Système universitaire de documentation: 069208239
- Virtual International Authority File: 23846014
- WorldCat: E39PBJxMkmTKyhFCbP4YMx94bd